# 世界女族物語
世界女族物語（せかいじょぞくものがたり、原題：La Donna Nel Mondo 英題：Woman of the world）は1962年のイタリア映画。日本では1963年3月9日に公開された。

## 概要
『世界残酷物語』のグァルティエロ・ヤコペッティが女性に焦点を当てたモンド映画だが、基本的に残酷物語とコンセプト的には変わっていない。
世界の因習・奇習・珍習をここでも見世物根性的に描いているが、現在の日本では視点が女性に対し差別的であるとされ、1976年11月10日には日本テレビ『水曜ロードショー』（ナレーション：西村晃）で放送されたことはあるが、それ以後は地上波はもとよりBS・CSでも放送されたことがなく、また映像ソフト（VHS・ベータマックス→DVD・ブルーレイディスク）としての発売もなされていない。ただし、先ほどの当作品単独での放送以後では、同番組の1978年8月23日放送分において『世界残酷物語/世界女族物語』として、ヤコペッティー3部作（「世界残酷物語 正・続編」とのセット）をリミックスした形のものを、タモリのナレーションで放送されたことがある。

## 内容
世界各地を廻り、白人、黒人、黄色人（モンゴロイド）のありとあらゆる女性たちを映す。糞（ふん）で出来たクリームを塗りたくるアルジェリアのベドウィン族の女達、貞操帯を強いられる女達、不貞で殺された女達の墓、妊娠した女は不浄扱いされ9ヶ月間豚小屋で生活し出産するニューギニアのキンブ族、ヨーロッパの泣き女、美人コンテスト、女兵士…等。

## スタッフ
- 監督・脚本:グァルティエロ・ヤコペッティ

- 撮影:アントニオ・クリマティ、ベニート・フラッタリ
- 音楽:リズ・オルトラーニ、ニーノ・オリヴィエロ